# Spartokiderna
Spartokiderna var namnet på den kungliga dynasti som regerande Bosporanska riket på Krim mellan 438 och 108 f. Kr.  Det var den andra av tre dynastier som regerande Bosporanska riket; de efterträdde Archaeanactiderna (480 f.Kr - 438 f.Kr) och efterträddes av den Tiberisk-Julianska dynastin (7 f.Kr. - 342 e.Kr.)
De var en helleniserad dynasti av trakiskt ursprung; trakiskt till sitt ursprung men grekisk till sin kultur och religion. De erövrade tronen från den förra dynastin, Archaeanactiderna år 438. De dog ut år 108.